# Adams megye (Idaho)
Adams megye az Amerikai Egyesült Államokban, azon belül Idaho államban található. Megyeszékhelye és legnagyobb városa Council. Lakosainak száma 4379 fő (2020. április 1.).

## Szomszédos megyék
- Wallowa megye
- Washington megye
- Gem megye
- Idaho megye
- Valley megye
- Baker megye

## Népesség
A megye népességének változása:
| Lakosok száma | 3956 | 3985 | 3914 | 3828 | 3843 | 4379 |
|               | 2010 | 2011 | 2012 | 2013 | 2015 | 2020 |